# Rocky Marciano (filme)
Rocky Marciano é um filme de drama biográfico canado-estadunidense de 1999 dirigido por Charles Winkler. 
Trata-se de uma cinebiografia do pugilista Rocky Marciano.

## Elenco
- Jon Favreau ... Rocky Marciano
- Penelope Ann Miller... Barbara Cousins
- Judd Hirsch... Al Weill
- Tony Lo Bianco... Frankie Carbo
- Duane Davis... Joe Louis
- Rino Romano... Allie Colombo
- George C. Scott... Pierino Marchegiano
- Rhoda Gemignani... Pasquelina Marchegiano
- Aron Tager... Charley Goldman
- Noah Danby... Carmine Vingo
- Gil Filar... Rocky jovem
- Jerome Silvano... Allie jovem